# Reconstruction
Als Reconstruction (englisch f. Rekonstruktion, Wiederaufbau) bezeichnet man in den Vereinigten Staaten die vom Sezessionskrieg (1861–1865) bis 1877 währende Phase, in der die 1860/61 aus den USA ausgetretenen Südstaaten wieder in die Union eingegliedert wurden. Der Begriff Reconstruction besagt, dass es dabei nicht um eine bloße Wiederherstellung des ursprünglichen Zustandes ging, sondern auch um den Wiederaufbau nach den Zerstörungen des Krieges und um die staatliche Neuordnung der ehemaligen Staaten der Konföderation, in denen die Sklaverei nunmehr abgeschafft war.

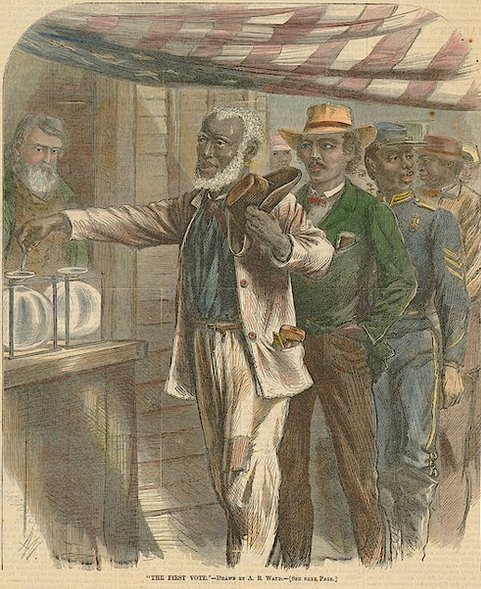
Die Reconstruction sorgte unter anderem für die Befreiung der Sklaven, sodass Afroamerikaner das Recht hatten, im Jahr 1867 zum ersten Mal zu wählen

## Allgemeines
Die Führer im Norden stimmten darin überein, dass das Kriegsende mehr als nur die Beendigung des Kämpfens bedeutete. Es musste die beiden Kriegsziele umfassen: Der konföderierte Nationalismus musste völlig zurückgedrängt und alle Arten von Sklaverei mussten beseitigt werden. Der Weg dahin war jedoch heftig umstritten. Die Fragen der Intensität der Aufsicht durch die Union, der der Süden unterliegen sollte, und der Prozesse, durch die die Südstaaten wieder in die Union eingegliedert werden sollten, polarisierten die Gesellschaft des Nordens.
Die Reconstruction begann schon in einem frühen Stadium des Bürgerkrieges und endete formal 1877. US-Präsident Abraham Lincoln hatte bereits am 8. Dezember 1863 eine Amnestie und den Wiederaufbau für die vom US-Heer besetzten Gebiete ausgerufen. Lincolns Pläne für die Reconstruction waren von Milde gegenüber dem ehemaligen Gegner bestimmt. Die radikalen Republikaner wie Thaddeus Stevens, Charles Sumner, Benjamin Wade, Henry Winter Davis und Benjamin Franklin Butler wollten den Süden so lange wie möglich von der Beteiligung an der Union heraushalten und besonders wirtschaftlich ausbeuten.
Nach der Beendigung des Krieges standen die USA vor drei grundlegenden Problemen:
1. Politische Wiedereingliederung der ehemaligen abtrünnigen Staaten
2. Wiederaufbau der verwüsteten Wirtschaft der Südstaaten
3. Erziehung, Ausbildung und Unterstützung der befreiten Bevölkerung

Hierzu gab es drei Lösungsansätze:
1. Der Plan Präsident Lincolns
  1. Amnestie für alle Südstaatler, die den Loyalitätseid auf die Union ablegen
  2. Sobald 10 % aller Wahlberechtigten eines Staates den Eid abgelegt haben, wird der Staat wieder in die Union aufgenommen
  3. Durch alle Maßnahmen soll die Republikanische Partei in den Südstaaten gestärkt werden
2. Der Plan der „Radikalen Republikaner“:
  1. In diesen Südstaaten werden Militärgouverneure eingesetzt
  2. Die Mehrzahl der Bürger eines Staates muss den Loyalitätseid ablegen
  3. Die Südstaaten sollen als besetzte Gebiete behandelt werden
3. Der Plan Präsident Johnsons:
  1. Die ehemaligen Führer der Konföderation und reiche Südstaatler dürfen den Eid nur mit Genehmigung des Präsidenten ablegen
  2. Der 13. Zusatzartikel muss durch die Staaten der ehemaligen Konföderation angenommen werden

Am 3. März 1865 verabschiedete der Kongress ein Gesetz, mit dem das Freedmen’s Bureau aufgestellt wurde. Diese Dienststelle unterstand dem Kriegsministerium und sollte bis ein Jahr nach Kriegsende für herrenlose Ländereien und für alle Angelegenheiten von Flüchtlingen und befreiten Sklaven aus den konföderierten Staaten, aber auch aus sonstigen vom Kriege betroffenen Gebieten zuständig sein. Der Kriegsminister wurde beauftragt, dem Dezernat für sofortige und zeitlich begrenzte Hilfe soviel Mittel für Nahrung, Kleidung und Brennstoff zur Verfügung zu stellen, wie er für notwendig erachtete. Der Dezernatsleiter erhielt zusätzlich die Befugnis, herrenlose oder dem Staat gehörende Ländereien an männliche Flüchtlinge oder befreite Sklaven zu vergeben, die diese während einer dreijährigen Nutzung erwerben konnten. Im Laufe der folgenden Jahre wurden das Budget und das Personal des Dezernats immer weiter gekürzt, schließlich wurde es 1872 auf Druck der weißen Abgeordneten aus den ehemaligen Südstaaten aufgelöst.
Der Plan Johnsons, der nach Abraham Lincolns Ermordung im April 1865 Präsident geworden war, wurde von den radikalen Republikanern als zu nachgiebig angesehen und führte zu erbitterten politischen Machtkämpfen.

## Einzelmaßnahmen

### Der Eid
Zur Reconstruction gehörte auch das Ablegen eines Eides, der nach den Forderungen der Radikalen den Passus enthalten sollte, der Eidgeber habe in der Vergangenheit nie die Konföderation unterstützt oder in deren Streitkräften gedient (ironclad oath). Damit wäre der gesamten Oberschicht des Südens der Zugang zu jeglichen Ämtern der Union versagt geblieben. Die Gemäßigten setzten sich durch, und die Südstaatler mussten schwören, dass sie zukünftig zur Union stehen würden.

### Zusatzartikel
Die am längsten anhaltende Wirkung erzielten die drei „Bürgerkriegs“-Verfassungszusätze (manchmal auch reconstruction amendments genannt). Der 13. Zusatzartikel hob die Sklaverei auf, der 14. erweiterte den Schutz der Bürger auf alle Rassen und der 15. schaffte Rassenbeschränkungen bei den Wahlen ab. Die Republikaner erreichten bei den Kongresswahlen 1866 die absolute Mehrheit, vor allem weil die Südstaaten nicht mitwählen durften. Der Kongress verabschiedete in den Folgejahren mehrere Reconstruction Acts, gegen die Präsident Johnson jeweils sein Veto einlegte. Ziel dieser Gesetze war es in erster Linie, die Südstaaten zur Anerkennung der Zusatzartikel zur Verfassung zu zwingen. Die Gegensätze zwischen Präsident Johnson und radikalen Republikanern führten schließlich zum ersten Impeachment-Verfahren in der Geschichte der Vereinigten Staaten, das Johnson in den entscheidenden Abstimmungen im Senat mit dem knappstmöglichen Ausgang überstand.

### Militärverwaltung
Am 7. März 1867 erließ der Kongress das die Südstaaten bestrafende Rekonstruktionsgesetz gegen das Veto des Präsidenten. Ziel des Gesetzes war, die Mitglieder der Regierungen der Südstaaten durch Anhänger der Nordstaaten zu ersetzen und die Rechte der befreiten Schwarzen zu bewahren. Die bestehenden Regierungen der Südstaaten wurden abgesetzt und durch Militärgouverneure ersetzt. Niemand, der die ehemalige Regierung der Konföderierten Staaten oder der Einzelstaaten unterstützt hatte, durfte wählen oder ein politisches Amt ausüben.
Zwischen 1868 und 1870 spielte der Ku-Klux-Klan, der im Mai 1866 in Pulaski, Tennessee, von ehemaligen Angehörigen der Konföderierten gegründet worden war, eine wichtige Rolle in der Wiederherstellung der Herrschaft der Weißen in North Carolina, Tennessee und Georgia.
Die Südstaaten wurden mit Ausnahme von Tennessee, das bereits wieder in die Union zurückgekehrt war, in fünf Wehrbereiche unter der Kommandogewalt eines Militärgouverneurs aufgeteilt und verwaltet. Vor deren Berufung hatte sich Johnson mit General Ulysses S. Grant beraten.  Die militärischen Verwaltungsbezirke waren:
| Militärbezirk | Bundesstaaten                  | Kommandeur                     |
| ------------- | ------------------------------ | ------------------------------ |
| 1             | Virginia                       | Generalmajor John Schofield    |
| 2             | North Carolina, South Carolina | Generalmajor Daniel E. Sickles |
| 3             | Georgia, Alabama, Florida      | Generalmajor John Pope         |
| 4             | Mississippi, Arkansas          | Generalmajor Edward Ord        |
| 5             | Texas, Louisiana               | Generalmajor Philip Sheridan   |

Die Militärgouverneure hatten absolute Macht. Sie entfernten aus der Verwaltung tausende Beamte, die bereits während der Sezession ihren Staaten gedient hatten. Unter strenger Aufsicht des Heeres erarbeiteten sich die Staaten neue Verfassungen und wählten neue Parlamente, Unruhen schlug das Heer nieder.

## Reaktion der Südstaaten
Die Demokraten in den Südstaaten entschieden sich 1870, dass es für die Südstaaten keinen anderen Weg als den der Reconstruction gäbe, wenn man dann überleben und erneut Einfluss gewinnen wolle.
Die Reconstruction endete in den verschiedenen Staaten zu unterschiedlichen Zeitpunkten, in den letzten dreien (Florida, South Carolina und Louisiana) durch den Kompromiss von 1877. Darin stimmten die Südstaaten der aufgrund eines unklaren Wahlausgangs umstrittenen Präsidentschaft von Rutherford B. Hayes zu, wenn gleichzeitig alle US-Truppen diese Staaten verlassen würden.
Die aus der Union ausgetretenen Staaten traten der Union nacheinander wieder bei, nachdem sie die Voraussetzungen erfüllt hatten.
| Bundesstaat    | Wiederaufnahme in die Union |
| -------------- | --------------------------- |
| Tennessee      | 24. Juli 1866               |
| Arkansas       | 22. Juni 1868               |
| Florida        | 25. Juni 1868               |
| North Carolina | 4. Juli 1868                |
| South Carolina | 9. Juli 1868                |
| Louisiana      | 9. Juli 1868                |
| Alabama        | 13. Juli 1868               |
| Virginia       | 26. Jan. 1870               |
| Mississippi    | 23. Feb. 1870               |
| Texas          | 30. März 1870               |
| Georgia        | 15. Juli 1870               |